# Ahmed
Ahmed (arabisch أحمد, DMG aḥmad ‚hochgelobt‘) ist als Variante des Namens Ahmad ein insbesondere arabischer männlicher Vorname und Familienname. Die türkische Form des Namens wird meistens mit T geschrieben, also etwa Ahmet. Die arabische Form mit D.

## Namensträger

### A
- Abdalla Ahmed (* 1983), ägyptischer Volleyballspieler
- Abdel Latif Ahmed (* 1983), ägyptischer Volleyballspieler
- Abdelrahman Ahmed (* 1988), ägyptischer Taekwondoin
- Abdinasir Yusuf Ahmed (* 1996), somalischer Fußballspieler
- Abdiweli Sheikh Ahmed (* 1959), somalischer Geschäftsmann, Ökonom und Politiker
- Abdou Mohammed Ahmed (* 1970), dschibutischer Tennisspieler
- Abdul Lahij Ahmed, somalischer Marathonläufer
- Abdul Latif Ahmed (* 1976), bahrainischer Tennisspieler
- Abdul Razzaq Ahmed (* 1940), irakischer Fußballspieler, siehe Abdul Razzaq (Fußballspieler)
- Abdullah Ali Ahmed (* 1961), libyscher Sprinter
- Abdullahi Yusuf Ahmed (1934–2012), somalischer Staatspräsident
- Abida Ahmed (* 1923), indische Politikerin (Congress)
- Abiy Ahmed (* 1976), äthiopischer Politiker
- Abrar Ahmed (Politiker, 1950) (* 1950), indischer Politiker
- Abrar Ahmed (Politiker, 1956) (1956–2004), indischer Politiker
- Abrar Ahmed (Cricketspieler, 1971) (* 1971), indischer Cricketspieler
- Abrar Ahmed (Cricketspieler, 1998) (* 1998), pakistanischer Cricketspieler
- Abubakar Shariff Ahmed († 2014), somalischer radikalerislamischer Geistlicher
- Adnan Ahmed (Hockeyspieler) (* 1977), ägyptischer Hockeyspieler
- Adnan Ahmed (* 1984), pakistanischer Fußballspieler
- Aftab Ahmed (Photojournalist) (* 1934), bangladeschischer Photojournalist
- Aftab Ahmed (Politikwissenschaftler) (* 1949), bangladeschischer Politikwissenschaftler
- Aftab Ahmed (Politiker) (* 1967), indischer Politiker
- Aftab Ahmed (Cricketspieler, 1967) (* 1967), pakistanischer Cricketspieler
- Aftab Ahmed (Cricketspieler, 1983) (* 1983), pakistanischer Cricketspieler
- Aftab Ahmed (Cricketspieler, 1985) (* 1985), bangladeschischer Cricketspieler
- Aftab Ahmed (Cricketspieler, 1990) (* 1990), dänischer Cricketspieler
- Mohammad Rafique (Fußballspieler) (1992), indischer Fußballspieler
- Afzaal Ahmed († 2015), pakistanischer Cricketspieler und -schiedsrichter
- Ahmed al-Ahmed (* 1962), kuwaitischer Fechter
- Ahmed Dini Ahmed (1932–2004), Politiker in Dschibuti
- Aiten Ahmed Yehia (* 2001), ägyptische Hochspringerin
- Akbar Ahmed (* 1943), US-amerikanisch-pakistanischer Islamwissenschaftler
- Akhlaq Ahmed (* 1971), pakistanischer Hockeyspieler
- Alaa Ahmed (* 1952), irakischer Fußballspieler
- Alaa El-Din Ahmed (* 1980), ägyptischer Ruderer
- Ali Ahmed (Schauspieler) (1971–2017), maledivischer Schauspieler
- Ali Ahmed (Fußballspieler) (* 2000), kanadischer Fußballspieler
- Ali Abdulla Mohamed Saeed Al Ahmed, Diplomat der Vereinigten Arabischen Emirate
- Aneesa Ahmed, maledivische Frauenrechtsaktivistin
- Ashfaq Ahmed (1925–2004), pakistanischer Radio- und Fernsehsprecher, Schriftsteller
- Ashfaq Ahmed (Hockeyspieler) (1946–2005), pakistanischer Hockeyspieler
- Atiq Ahmed (1962–2023), indischer Krimineller und Politiker
- Ayan Ahmed (* 2000), schwedische Schauspielerin
- Aymeric Ahmed (* 2003), komorischer Fußballspieler
- Aziz Ahmed (Politiker) (1906–1982), pakistanischer Politiker und Diplomat
- Aziz Ahmed (General) (* 1961), General aus Bangladesh

### B
- Badreldin Abdalla Mohamed Ahmed (* 1960), sudanesischer Diplomat
- Bashir Ahmed (* 1934), pakistanischer Hockeyspieler

### D
- Dayib Ahmed (* 1993), somalischer Fußballspieler

### E
- Enaam Ahmed (* 2000), britischer Automobilrennfahrer

### F
- Fakhruddin Ahmed (* 1940), bengalischer Politiker in Bangladesch
- Fakhruddin Ali Ahmed (1905–1977), indischer Staatspräsident
- Faruque Ahmend, Regisseur und Drehbuchautor
- Fayza Ahmed (1934–1983), ägyptische Sängerin und Schauspielerin
- Fazna Ahmed, First Lady der Malediven

### G
- Gamal Mohamed Ahmed (* 1917), sudanesischer Politiker

### H
- Habon Ahmed (* 2001), dschibutische Langstreckenläuferin
- Hadi Ahmed (* 1953), irakischer Fußballspieler
- Hafiz Uddin Ahmed (* 1939), bengalischer Politiker
- Halimuddin Ahmed (* 1921), indischer Politiker (Janata)
- Hamid Ahmed, irakischer Basketballspieler
- Harimia Ahmed, erste Rechtsanwältin, Ministerin in den Komoren
- Hassan Kamel Ahmed (* 1964), irakischer Fußballspieler
- Heba Ahmed (* 1985), ägyptische Ruderin
- Hocine Aït Ahmed (1926–2015), algerischer Politiker
- Homam Ahmed (* 1999), katarischer Fußballspieler
- Humayun Ahmed (1948–2012), bangladeschischer Autor und Filmregisseur
- Hussain Ahmed (* 1932), indischer Fußballspieler
- Hussain Rasheed Ahmed (* 1957), Scheich, Koranlehrer und Politiker in den Malediven

### I
- Iajuddin Ahmed (1931–2012), bangladeschischer Politiker, Staatspräsident 2002 bis 2009
- Ibrahim Ahmed (1914–2000), kurdischer Schriftsteller
- Iftikhar Ahmed (Biologe) (* 1973), pakistanischer Biologe
- Iftikhar Ahmed (Cricketspieler) (* 1990), pakistanischer Cricketspieler
- Ishtiaq Ahmed (* 1962), pakistanischer Hockeyspieler
- Ismail Ahmed (Basketballspieler) (Ismail Ahmed Abdelmoneim; * 1976), ägyptisch-libanesischer Basketballspieler
- Ismail Ahmed (Fußballspieler) (Ismail Ahmed Ismail; * 1984), Fußballspieler der Vereinigten Arabischen Emirate
- Ismail Ahmed Ismail (* 1984), sudanesischer Mittelstreckenläufer
- Ismail Haj Ahmed (1990/1991–2011), norwegischer Sänger und Tänzer
- Israr Ahmed (* 1997), pakistanischer Squashspieler
- Issah Ahmed (* 1982), ghanaischer Fußballspieler

### J
- Jahan Uddin Ahmed (* 1904), indischer Politiker (PSP)
- Jamil Ahmed (* 1960), pakistanischer Tennisspieler
- Junayna Ahmed (* 2003), bangladeschische Schwimmerin

### K
- Kamaluddin Ahmed (Politiker) (* 1930), indischer Politiker (INC)
- Kamaluddin Ahmed (Physiker) (1939–2014), pakistanischer Physiker
- Kazi Zafar Ahmed († 2015), bengalischer Politiker
- Khadar Ayderus Ahmed (* 1981), somalischer, in Finnland lebender Drehbuchautor und Filmregisseur.
- Khan Iftikhar Ahmed, pakistanischer Tennisspieler
- Khidir Abdelkarim Ahmed (1947–2012), sudanesischer Archäologe
- Khondakar Moshtaque Ahmed (1918–1996), bangladeschischer Politiker

### L
- Leila Ahmed (* 1940), ägyptisch-amerikanische Hochschullehrerin für Frauenstudien
- Liban Ahmed (* 1986), djibuoutischer Fußballschiedsrichterassistent
- Lina Ahmed (* 1997), ägyptische Hürdenläuferin
- Lubna Ahmed el Hussein (* 19**), sudanesische Journalistin

### M
- Mahmoud Ahmed (* 1976), ägyptischer Wasserballspieler
- Manzoor Ahmed (* 1968), pakistanischer Hockeyspieler
- Maram Mahmoud Ahmed (* 2002), ägyptische Sprinterin
- Masood Ahmed, pakistanischer Hockeyspieler und -funktionär
- Maqsood Ahmed (Cricketspieler) (1925–1999), pakistanischer Cricketspieler
- Maqsood Ahmed (Squashspieler) (* 1957), pakistanischer Squashspieler
- Mofida Ahmed (* 1921), indische Politikerin (Congress)
- Mohamed Ahmed (Politiker) (1917–1984), komorischer Politiker
- Mohamed Ahmed (Fußballspieler) (* 1989), emeratischer Fußballspieler
- Mohamed Ahmed (Handballspieler) (* 1993), bahrainischer Handballspieler
- Mohamed Ahmed-Chamanga (* 1952), komorischer Linguist und Politiker
- Mohamed Ben Ahmed Abdelghani (1927–1996), algerischer Politiker
- Mohammed Ahmed  (Leichtathlet) (* 1991), kanadischer Langstreckenläufer
- Mohammed Nasser Ahmed, jemenitischer Politiker
- Moudud Ahmed (1940–2021), bangladeschischer Politiker, Premierminister 1988–1989
- Moulaye Ahmed (* 1987), mauretanischer Fußballspieler
- Mouna-Hodan Ahmed (* 1972), dschibutische Hochschullehrerin und Schriftstellerin
- Mubarak Mohammed Ahmed (* 2003), nigerianischer Fußballspieler
- Muhammad Anis Ahmed (* 1973), pakistanischer Hockeyspieler
- Mumtaz Ahmed (* 1970), pakistanischer Schwimmer
- Muniruddin Ahmed (1934–2019), pakistanischer Islamwissenschaftler und Schriftsteller
- Mushtaq Ahmed (* 1932), pakistanischer Hockeyspieler
- Mushtaq Ahmed (* 1956), pakistanischer Hockeyspieler
- Muzaffar Ahmed (1936–2012), bangladeschischer Wirtschaftswissenschaftler

### N
- Nafeez Mosaddeq Ahmed (* 1978), britischer Autor, investigativer Journalist, Menschenrechtsaktivist und Filmproduzent
- Nasir Ahmed (* 1984), pakistanischer Hockeyspieler
- Nasum Ahmed (* 1994), bangladeschischer Cricketspieler
- Nazir Ahmed, Baron Ahmed (* 1958), britischer Politiker

### O
- Omar Mohammed Ahmed (* 1981), bahrainischer Tennisspieler
- Osman Hamdi Mohamed Ahmed (* 1954), ägyptischer Basketballspieler
- Ougoureh Kifleh Ahmed (* 1955), dschibutischer Politiker
- Owais Ahmed (Pokerspieler) (* 1983), pakistanischer Pokerspieler
- Owais Ahmed (Kricketspieler), katarischer Kricketspieler
- Owais Ahmed (Schauspieler), US-amerikanischer Schauspieler

### R
- Rachid Baba Ali Ahmed (1946–1995), algerischer Musiker
- Raed Ahmed (* 1967), irakischer Gewichtheber
- Rafi Ahmed (* 1948), indisch-amerikanischer Immunologe
- Rehab Ahmed (* 1991), ägyptische paralympische Gewichtheberin
- Riaz Ahmed (* 1941), pakistanischer Hockeyspieler
- Riz Ahmed (* 1982), Schauspieler, MC und Musiker
- Ruhal Ahmed (* 1981), saß zwei Jahre ohne Anklage in Guantanamo, Folteropfer
- Rumana Ahmed (Badminton) (* 1950), bangladeschische Badmintonspielerin
- Rumana Ahmed (Cricketspielerin) (* 1991), bangladeschische Cricketspielerin

### S
- Saeed Ahmed (Cricketspieler) (1937–2024), pakistanischer Cricketspieler
- Saeed Ahmed (Fußballspieler) (* 1994), pakistanischer Fußballspieler
- Saeed Ahmed Ali (* 1982), Straßenradrennfahrer aus den Vereinigten Arabischen Emiraten
- Said Ahmed Ahmed (* 1970), ägyptischer Boxer
- Saifuddin Ahmed, indischer Politiker (AGP)
- Saladin Ahmed (* 1975), US-amerikanischer Autor von Fantasy und Science-Fiction
- Sara Ahmed (Geschlechterforscherin) (* 1969), britisch-australische Geschlechterforscherin
- Sara Ahmed (Gewichtheberin) (* 1998), ägyptische Gewichtheberin
- Sarfaraz Ahmed (* 1987), pakistanischer Cricketspieler
- Shahabuddin Ahmed (1930–2022), Politiker aus Bangladesch
- Shahbaz Ahmed (* 1968), pakistanischer Hockeyspieler
- Shekeel Ahmed (* 1970), indischer Hockeyspieler
- Shakil Ahmed (* 1988), bangladeschischer Fußballspieler
- Shamha Ahmed (* 1982), maledivische Sprinterin
- Sharif Sheikh Ahmed (* 1964), somalischer Politiker
- Sohail Ahmed (* 1979), pakistanischer Boxer
- Sufia Ahmed (1932–2020), bangladeschische Wissenschaftlerin
- Sultan Ahmed (* 1953), indischer Politiker
- Syed Ahmed († 2015), indischer Politiker

### T
- Taskin Ahmed (* 1995), bangladeschischer Cricketspieler
- Tasmina Ahmed-Sheikh (* 1970), schottische Politikerin

### W
- Waleed Ahmed (* 1974), sudanesischer Fußballschiedsrichterassistent
- Waleed al-Ahmed (* 1999), saudi-arabischer Fußballspieler

### Y
- Yazz Ahmed (* 1983), britisch-bahrainische Jazzmusikerin
- Youssouf Abdi Ahmed (* 1997), dschibutischer Fußballspieler

### Z
- Zaïnaba Ahmed (* 1960), Sängerin aus den Komoren
- Zemzem Ahmed (* 1984), äthiopische Hindernisläuferin
- Zubair Ahmed (* um 1955), pakistanischer Badmintonspieler
- Zulfiqar Ahmed (* 1956), saudischer Tennisspieler
- Zyad Amr Sayed Ahmed (* 2004), ägyptischer Hochspringer

### Osmanische Zeit
- Ahmed Cevdet Pascha (1822–1895), osmanischer Staatsmann, Historiker und Rechtsgelehrter
- Ahmed Rızâ (1858–1930), osmanischer Politiker

#### Herrscher
- Ahmed I., Sultan der Osmanen (1603–1617)
- Ahmed II., Sultan der Osmanen (1691–1695)
- Ahmed III., Sultan der Osmanen (1703–1730)

### Vorname
- Ahmed ibn Abd al-Aziz (* 1942), saudi-arabischer Politiker
- Ahmed Abdelwahed (* 1996), italienischer Leichtathlet ägyptischer Herkunft
- Ahmed Ben Bella (1918–2012), algerischer Politiker und Staatschef
- Ahmed Bey Sofwan, indonesischer Diplomat
- Ahmed Ould Bouceif (1934–1979), mauretanischer Politiker
- Ahmed Cevad Pascha (1851–1900), General der osmanischen Armee und Staatsmann
- Ahmed-i Dāʻī, osmanischer Dichter
- Ahmed Dogan (* 1954), bulgarischer Politiker
- Ahmed al-Dschabari (1960–2012), palästinensischer Militärführer
- Ahmed Ezz (* 1959), ägyptischer Unternehmer und Politiker
- Ahmed Fethi Pascha (1801–1858), osmanischer Militär, Diplomat und Gründer des Archäologischen Museums Istanbul
- Ahmed Issa (1943–1983), tschadischer Leichtathlet
- Ahmed Abu Jummaisa, islamisch-politischer Führer im Sudan
- Ahmed Karahisari († 1556), osmanischer Kalligraf
- Ahmed Abu Khatallah (* 1971), mutmaßlicher islamistischer Terrorist
- Ahmed al-Maghrabi (* 1945), ägyptischer Politiker
- Ahmed bin Raschid Al Maktum (* 1950), stellvertretender Vorsitzender der „Dubai Police & Public Security“ und amtierender Präsident des Fußballvereins Al Wasl FC
- Ahmad ibn Said Al Maktum (* 1958), Vorsitzender von Emirates Airlines und Präsident der Luftfahrtbehörde Dubai sowie internationaler Vizepräsident des FC Chelsea
- Ahmed Mansour (* 1962), ägyptischer Journalist
- Ahmed Mohamed (* 1955), nigrischer Offizier und Politiker
- Ahmed al-Muwallad (* 1988), saudischer Hürdenläufer
- Mohamoud Ahmed Nur (* 1956), somalischer Politiker
- Ahmed Ounaies (* 1936), tunesischer Diplomat und Politiker
- Ahmed İbrahim Resmî († 1783), türkischer Chronist und Beamter
- Ahmed Shuja Pasha (* 1952), pakistanischer Geheimdienstler
- Ahmed Sassi (* 1993), tunesischer Fußballspieler
- Ahmed Vefik Pascha (1823–1891), türkischer Staatsmann
- Ahmed Zewail (1946–2016), ägyptischer Chemiker und Nobelpreisträger

## Tier
- Elefant Ahmed (1917 – ca. 1971) hatte extrem lange Stoßzähne, erhielt daher Schutz durch den Präsidenten von Kenia, steht präpariert im Nairobi National Museum